# A Tale of Paraguay

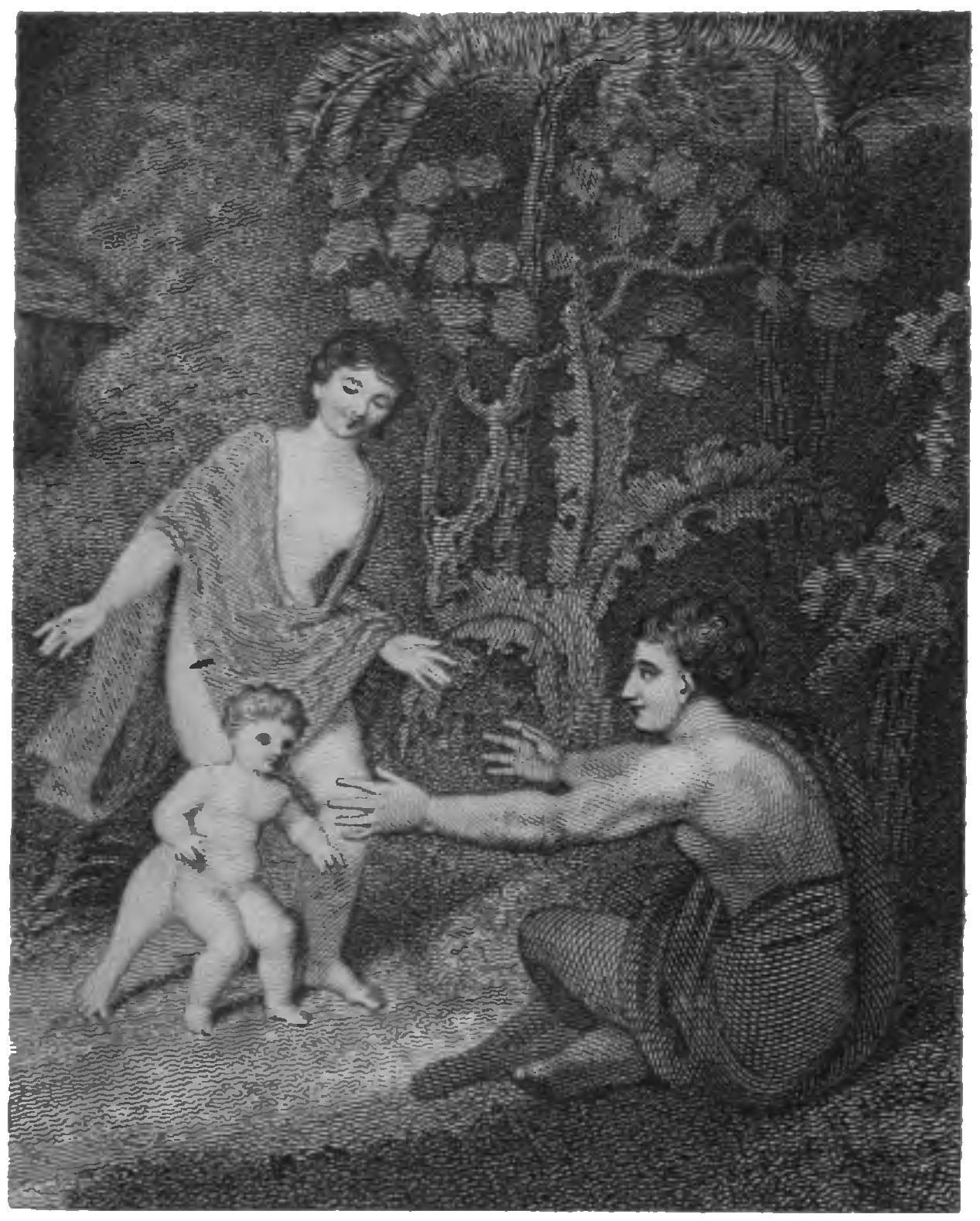
Ilustracja do poematu A Tale of Paraguay

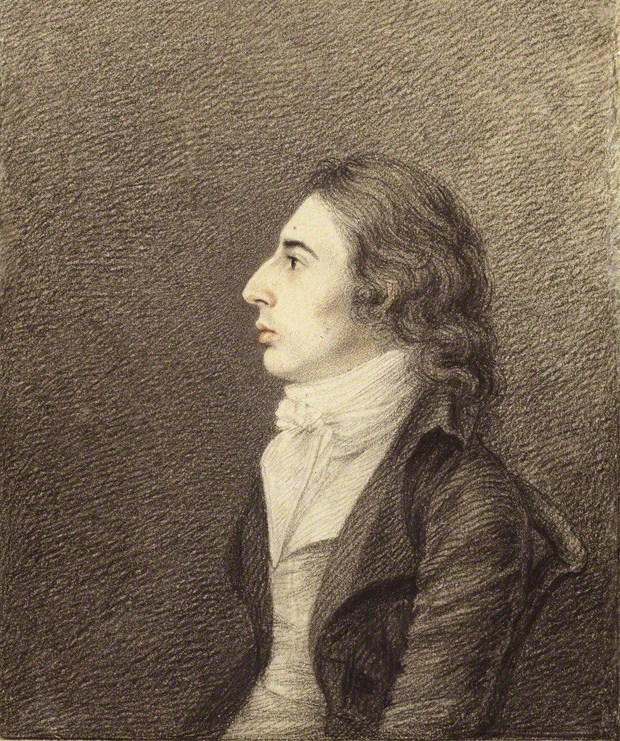
Robert Hancock, Portret Roberta Southeya

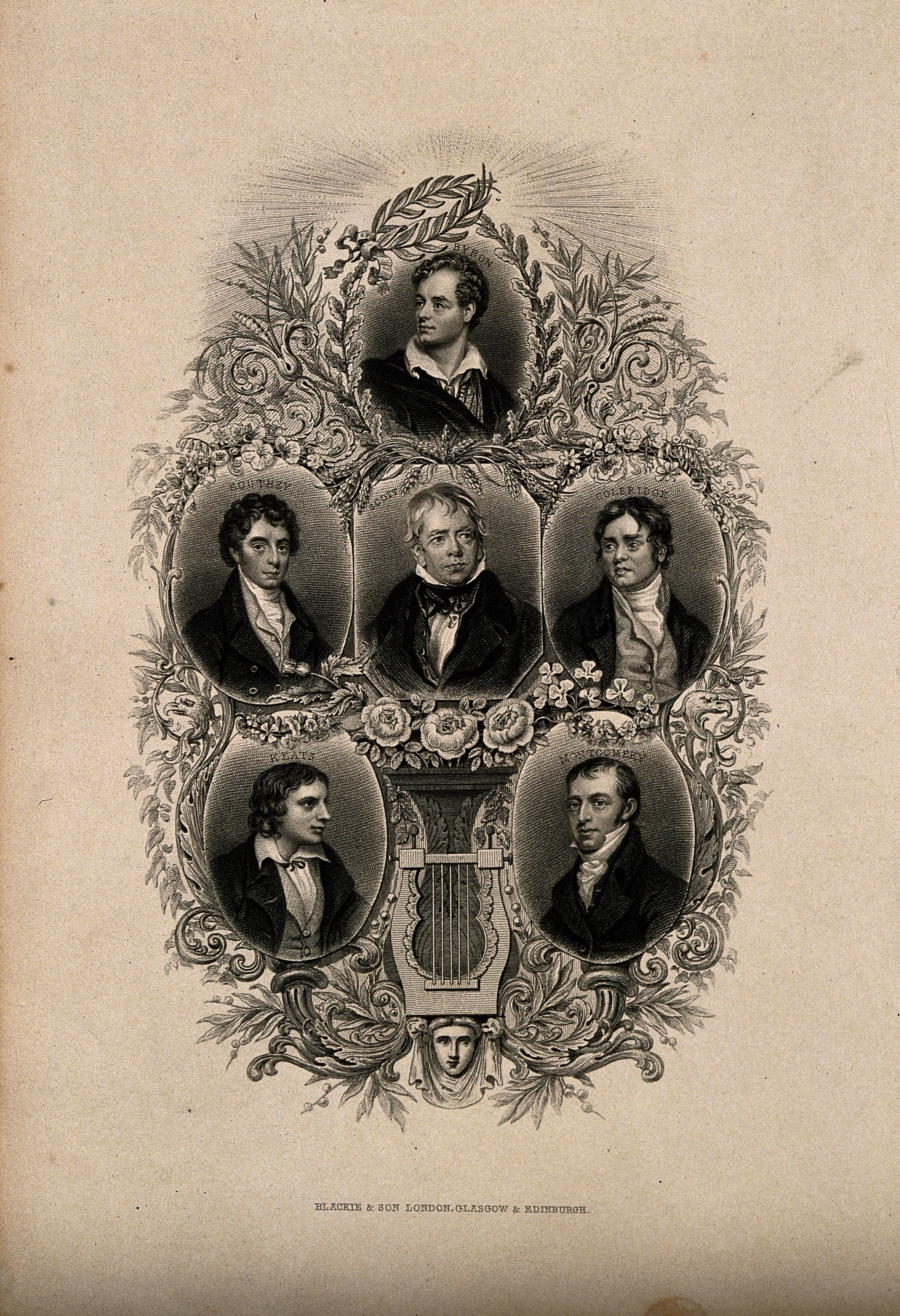
Robert Southey wśród angielskich poetów romantycznych

A Tale of Paraguay – poemat epicki angielskiego romantycznego poety Roberta Southeya, opublikowany w 1825. Utwór jest oparty na łacińskojęzycznej relacji jezuity Dobrizhoffera. Duchowny ten opisał śmierć indiańskiej rodziny, którą wcześniej wyrwał z zupełnej izolacji i nawrócił na chrześcijaństwo. Utwór jest napisany dziewięciowersową strofą spenserowską, rymowaną ababbcbcc. Składa się z 224 zwrotek. 
The hideous malady which lost its power

When Jenner's art the dire contagion stay'd,

Among Columbia's sons, in fatal hour,

Across the wide, Atlantic wave convey'd

Its fiercest form of pestilence display'd:

Where'er its deadly course the plague began

Vainly the wretched sufferer look'd for aid;

Parent from child, and child from parent ran,

For tyrannous fear dissolved all natural bonds of man.
Wybór tej kunsztownej i wysoko cenionej w Anglii formy wersyfikacyjnej nie okazał się dla poety zbyt szczęśliwy. Southey, będący poeta bardzo płodnym, nad omawianym poematem spędził około sześciu lat.
Omawiany utwór został zrecenzowany w piśmie The London Magazine. krytyczny tekst o poemacie ukazał się także w The London Quarterly Review.